# Les Tisserands du pouvoir 2
Pour les articles homonymes, voir Les Tisserands du pouvoir.
Série
Les Tisserands du pouvoir
(1988)
Pour plus de détails, voir Fiche technique et Distribution.
 Les Tisserands du pouvoir 2 : La Révolte est un film canadien réalisé par Claude Fournier en 1988 d'après son roman. Il a également été diffusé à la télévision sous forme de mini-série en six épisodes.
Il constitue la seconde partie du film  Les Tisserands du pouvoir, sorti deux mois plus tôt.

## Synopsis
Un ouvrier québécois exilé au début du XXe siècle dans les usines de textiles américaines se révolte.

## Fiche technique
- Titre : Les Tisserands du pouvoir 2 : La Révolte
- Réalisation : Claude Fournier
- Scénario : Michel Cournot, Claude Fournier et Marie-José Raymond
- Costumes : Michèle Hamel, Christiane Cost
- Photographie : John Berrie
- Montage : Claude Fournier, Yurij Luhovy
- Musique : Martin Fournier
- Production : René Malo
- Sociétés de production : Ciné les Tisserands, Malofilm
- Société de distribution : Malofilms Distribution (cinéma) ; FR3 et Radio-Canada (télévision)
- Pays :  France /  Canada
- Langue : français
- Durée : 2h00 (cinéma)
- Date de sortie : Québec : 16 décembre 1988 (cinéma)

## Distribution
- Michel Forget : Valmore Lambert
- Charlotte Laurier : Madeleine Lambert
- Andrée Pelletier : Évelyne Lambert
- Denis Bouchard : Jean-Baptiste Lambert à 20 ans
- Gratien Gélinas : Jean-Baptiste Lambert à 86 ans
- Aurélien Recoing : Jacques Roussel
- Pierre Chagnon : le Dr Émile Fontaine
- Dominique Michel : Henriette Fontaine
- Francis Reddy : Rick Laverdière
- Anne Létourneau : Fidélia
- Rémy Girard : le maire Gauthier
- Donald Pilon : le maire Rochon
- Paul Hébert : Pelland
- Réjean Guénette : le capitaine Léonard
- Jean Mathieu : Mgr Bourgoin
- Olivette Thibault : Mme Larouche
- Juliette Huot : sœur Bernadette
- Vlasta Vrana : Frank Généreux